# Clidomys
Clidomys osborni is een uitgestorven knaagdier uit de familie Heptaxodontidae die tijdens het Pleistoceen en Holoceen op Jamaica leefde. 
Met een geschat gewicht van 28 tot 50 kg was Clidomys zo groot als een capibara.